# Liste der Monuments historiques in Villers-les-Pots
Die Liste der Monuments historiques in Villers-les-Pots führt die Monuments historiques in der französischen Gemeinde Villers-les-Pots auf.

## Liste der Immobilien
| Bezeichnung                    | Beschreibung                                         | Standort                     | Kennzeichnung | Schutzstatus | Datum | Bild           |
| ------------------------------ | ---------------------------------------------------- | ---------------------------- | ------------- | ------------ | ----- | -------------- |
| Kapelle Notre-Dame-de-la-Levée | Kapelle des ehemaligen Maison-Dieu, wohl 1520 erbaut | 36 rue de la Chapelle (Lage) | PA00112702    | Classé       | 1932  | weitere Bilder |

## Liste der Objekte
| Bezeichnung            | Beschreibung               | Standort                                     | Kennzeichnung | Schutzstatus | Datum | Bild |
| ---------------------- | -------------------------- | -------------------------------------------- | ------------- | ------------ | ----- | ---- |
| Grundstein der Kapelle | Kalkstein, bezeichnet 1520 | in der Kapelle Notre-Dame-de-la-Levée (Lage) | PM21002528    | Classé       | 1964  |      |